# Eugenia mcvaughii
Eugenia mcvaughii är en myrtenväxtart som beskrevs av Julian Alfred Steyermark och Tobias Lasser. Eugenia mcvaughii ingår i släktet Eugenia och familjen myrtenväxter.
Artens utbredningsområde är Venezuela. Inga underarter finns listade i Catalogue of Life.